# Sun Public License
La Sun Public License (SPL) è una licenza di software libero essenzialmente identica alla Mozilla Public License (MPL).

## Caratteristiche
È stata approvata dalla Free Software Foundation e dalla Open Source Initiative (OSI).

## Storia
Fu utilizzata da Sun Microsystems ad esempio per distribuire NetBeans (fino alla versione 5.5).
La licenza sembra essere stata abbandonata dalla Sun, in favore della nuova licenza CDDL, anch'essa basata sulla MPL.